# Mamtaz Begum
Mamtaz Begum é uma política do Partido Nacionalista de Bangladesh e ex-membro do Parlamento pelo círculo eleitoral de Chittagong-13.

## Carreira
Begum foi eleita para o parlamento por Chittagong-13 como candidata do Partido Nacionalista de Bangladesh nas eleições de 1996. As eleições secundárias foram convocadas depois de Oli Ahmed, que foi eleito por dois círculos eleitorais, ter renunciou e escolheu representar Chittagong-14.